# Muhàmmad Sadik Khan Zand
Muhàmmad Sadiq Khan-e Zand o Muhàmmad Sadik Khan Zand (1760-1779) fou un membre de la dinastia Zand germà de Karim Khan Zand.
Sota el seu germà fou governador del Fars durant 18 anys (1757 a 1775). A la mort del seu germà (2 de març de 1779) es van disputar la successió els dos fills Abu l-Fath Khan Zand i Muhàmmad Alí Khan Zand; aquesta darrer era cinc anys més jove (un fill entremig havia mort abans que el pare) però tenia major suports, i com a compromís es va decidir que governarien en comú. Zaki Khan del llinatge budaq, sogre de Muhàmmad i oposat a Abu l-Fath, es va oposar a aquesta doble successió i finalment va aconseguir agafar les regnes del poder.
Llavors Sadiq Khan es va revoltar a Bàssora i es va dirigir a Siraz. Zaki Khan va fer empresonar a Abu l-Fath per sospitar que tenia simpaties per l'oncle rebel i va proclamar a Muhàmmad Ali Khan (que era el seu gendre) com únic sobirà.
Agha Muhàmmad Khan Qajar havia fugit de Siraz cap al Mazanderan i s'havia revoltat a Astarabad i Zaki havia enviat contra ell a les seves millors tropes sota el comandament del seu nebot a Ali Murad Khan Zand. Aquest quan era a Esfahan es va rebel·lar en nom d'Abu l-Fath. Quan Zaki marxava per dominar el moviment fou assassinat en una revolta popular a Izadkhvast el 14 de juny de 1779. Al cap de cinc dies Abu l-Fath fou alliberat i restaurat al tron a Siraz el 19 de juny de 1779 però amb la condició de compatir les decisions amb Sadik Khan que va entrar a Siraz.
Ali Murad va seguir llavors la seva marxa cap al nord per lluitar amb els qadjar. Quan Abu l-Fath va poder dirigir els afers va demostrar que era incompetent i distret. Sadik Khan Zand amb el suport d'alguns nobles el va deposar el 22 d'agost de 1779 i el va fer cegar (tot seguit o un temps després) proclamant-se sobirà. Quan Ali Murad ho va saber va retornar i pel camí va derrotar el fill de Sadik, Ali Naqi Khan prop d'Esfahan. Finalment va atacar Siraz que fou capturada després de vuit mesos de setge, el 2 de març de 1782. Sadick i els seus fills foren cegats i empresonats, sent executats poc després, lliurant-se només el fill Djafar Khan Zand que amic personal d'Ali Murad. Aquest va tornar a Esfahan, en posició més central per fer front a l'amenaça dels qajars.
Es va casar dues vegades, amb una filla de Budak Khan i amb Bibi Khanum (després casada amb Ali Murad Khan Zand) filla de Sultan Muhàmmad Bahadur Qadjar. Va deixar dotze fills:
- Djafar Khan Zand
- Ibrahim Khan Zand (mort el 1782)
- Muhàmmad Taki Khan Zand (mort el 1782)
- Ali Naki Khan Zand (mort el 1782)
- Husain Khan Zand (mort durant el setge (1781)
- Tahir Khan Zand (mort el 1782)
- Karim Khan Zand (mort el 1782?)
- Muhàmmad Khan Zand (cegat per Agha Muhàmmad Xah Qadjar després de la conquesta de Kirman)
- Abd Allah Khan Zand (cegat per Agha Muhàmmad Xah Qadjar després de la conquesta de Kirman)
- Fath Ali Khan Zand
- Nasr Allah Khan Zand (va fugir a Herat durant el setge de Kirman i no torna a ser esmentat)
- Haydar Ali Khan Zand (cegat per Agha Muhàmmad Xah Qadjar vers 1808)